# L'Empire de Flore
 (mai 2016).
Si vous disposez d'ouvrages ou d'articles de référence ou si vous connaissez des sites web de qualité traitant du thème abordé ici, merci de compléter l'article en donnant les références utiles à sa vérifiabilité et en les liant à la section « Notes et références ».
L'Empire de Flore est une peinture sur toile de Nicolas Poussin (1594-1665) datant de 1631. Cette œuvre est conservée à Dresde, dans la Gemäldegalerie Alte Meister (Galerie de Peinture des Vieux Maîtres). Le Cardinal Francesco Barberini l'achète pour un prix de 300 livres.

## Description
Elle représente les métamorphoses en fleurs de plusieurs personnages de la mythologie gréco-romaine : Ajax (à gauche) se blesse de son arme, Crocus et Smilax (droite), Narcisse (au milieu avec la Nymphe Echo devant lui) admire son reflet, Clythie (au second plan se tournant vers Apollon, son amant, qui tire un char ailé dans le ciel), Adonis (au second plan à droite, portant une tunique bleue) chasseur blessé à la cuisse, ou encore Hyacinthe (en jaune près d'Adonis).
Les personnages sont ceux que Poussin a peints, quatre ans plus tôt, dans Le Triomphe de Flore, aujourd'hui conservé au Louvre.